# Svensk vit älghund
Svensk vit älghund är en hundras från Sverige, nära besläktad med norsk älghund, grå (gråhund) och jämthund.

## Historia
Som namnet anger är den en älghund, en nordisk jaktspets. Historien började med att en ljus valp föddes i en jämthundskull 1942. Denne Ottsjö-Jim blev en framstående jakthund som även nedärvde sina utomordentliga jaktegenskaper. Hos både gråhunden och jämthunden föds ibland vita valpar som inte är albino. Var den vita färgen kommer ifrån finns det olika historier om, vissa anser att ursprunget är en samojedhund eller ostjakhund. 1986 bildades en rasklubb och vid en inventering 1990 visade det sig att det fanns omkring 300 rastypiska hundar. Svensk vit älghund erkändes av Svenska Kennelklubben (SKK) 1993, rasen är även erkänd av de övriga kennelklubbarna i Nordisk Kennel Union (NKU). Stamboken var öppen till 2010.

## Egenskaper
Svensk vit älghund är en utpräglad ställande hund som är inriktad på vilt som låter sig ställas: älg, björn, lo, vildsvin och grävling. Den används främst som löshund men passar även som ledhund. Den har starkt psyke och är väldigt sällskaplig av sig. För att den skall bli utställningschampion krävs att den har meriter från jaktprov för älghund.

## Utseende
Den liknar mer jämthunden än gråhunden och är något mindre än jämthunden med en kroppsform som är rektangulär snarare än kvadratisk. Den är en medelstor hund med lugnt och vaket uttryck. Manken är välutvecklad och halsen kraftig. Färgen skall vara rent vit.